# Trường Trung học phổ thông thị xã Quảng Trị
Trường Trung học phổ thông Thị Xã Quảng Trị là một trường trung học phổ thông của tỉnh Quảng Trị. Là trường trọng điểm chất lượng cao, trường có nhiệm vụ giáo dục và đào tạo các học sinh trên toàn tỉnh, trong đó phần lớn là học sinh của 3 huyện và thị xã: Huyện Triệu Phong, Huyện Hải Lăng và Thị Xã Quảng Trị. Trường có địa chỉ tại 146 Hai Bà Trưng, thị xã Quảng Trị, Quảng Trị.

## Lịch sử
Trường được thành lập từ năm 1975 ở nơi giáp ranh giữa làng Nại Cửu và Cổ Thành, với tên gọi đầu tiên là Trường Cấp 3 Triệu Phong. Trường sau đó đã được đổi tên thành Trường Trung học phổ thông số 1 Triệu Hải (1977- 1978) và cuối cùng là Trường Trung học phổ thông Thị Xã Quảng Trị (từ 1989 đến nay).

## Cơ sở vật chất
Trường có tổng diện tích 32,731m2, khuôn viên nhà trường có tường rào khép kín với 18 phòng học đạt chuẩn, phòng thí nghiệm Vật Lí, Phòng thí nghiệm Hoá - Sinh; Phòng vi tính, Thư viện trên 10000 đầu sách, hệ thống mạng - Internet được phủ rộng khắp khuôn viên trường và phòng học.

## Thành tích

### Tập thể
- Huân chương Lao động hạng Nhất (năm 2010)[4]
- Huân chương Lao động hạng Nhì (năm 2005)[4]
- Huân chương Lao động hạng Ba (năm 1999)[4]
- Top 100 trường chất lượng cao trên toàn quốc (2006 đến nay)[4]
- Cờ thi đua và Bằng khen từ Thủ tướng Chính phủ (các năm học 2007-2008, 2008-2009, 2014-2015, 2016-2017), năm 2010 được Chính phủ tặng Cờ đơn vị dẫn đầu
- Bằng khen của Bộ trưởng Bộ Giáo dục & Đào tạo, UBND tỉnh Quảng Trị các năm 2004-2005, 2009-2010, 2011-2012, 2016-2017 và nhiều bằng khen, giấy khen các cấp
- Bằng khen 4 năm thực hiện cuộc vận động “Học tập và làm theo tấm gương đạo đức Hồ Chí Minh” năm 2010
- Bằng khen Công đoàn của Tổng liên đoàn lao động Việt Nam tặng[2]

Cá nhân
- Văn Viết Đức, Quán quân chung kết Đường lên đỉnh Olympia năm thứ 15[5]
- Lê Thanh Tân Nhật, Á quân chung kết Đường lên đỉnh Olympia năm thứ 18[4]
- Văn Ngọc Tuấn Kiệt, Quý quân chung kết Đường lên đỉnh Olympia năm thứ 20
- Phạm Huy, đạt Giải ba Quốc tế cuộc thi Khoa học-Kĩ thuật do Intel ISEF tổ chức tại Mỹ năm 2017 cho đề tài "Cánh tay robot cho người khuyết tật"[4]